# Trochetiopsis
Trochetiopsis  es un género botánico de plantas con flores con tres especies perteneciente a la familia de las  Malvaceae. 

## Especies seleccionadas
| - Trochetiopsis ebenus - Trochetiopsis erythroxylon - Trochetiopsis melanoxylon |